# Viharos
Viharos vagy Viska (ukránul: Вишка [Viska], oroszul: Вишкова [Viskova], szlovákul: Viška) falu Ukrajnában, Kárpátalján, az Ungvári járásban.

## Fekvése
Többségben görögkatolikus ruszin község Ungvártól 65 km-re északkeletre.

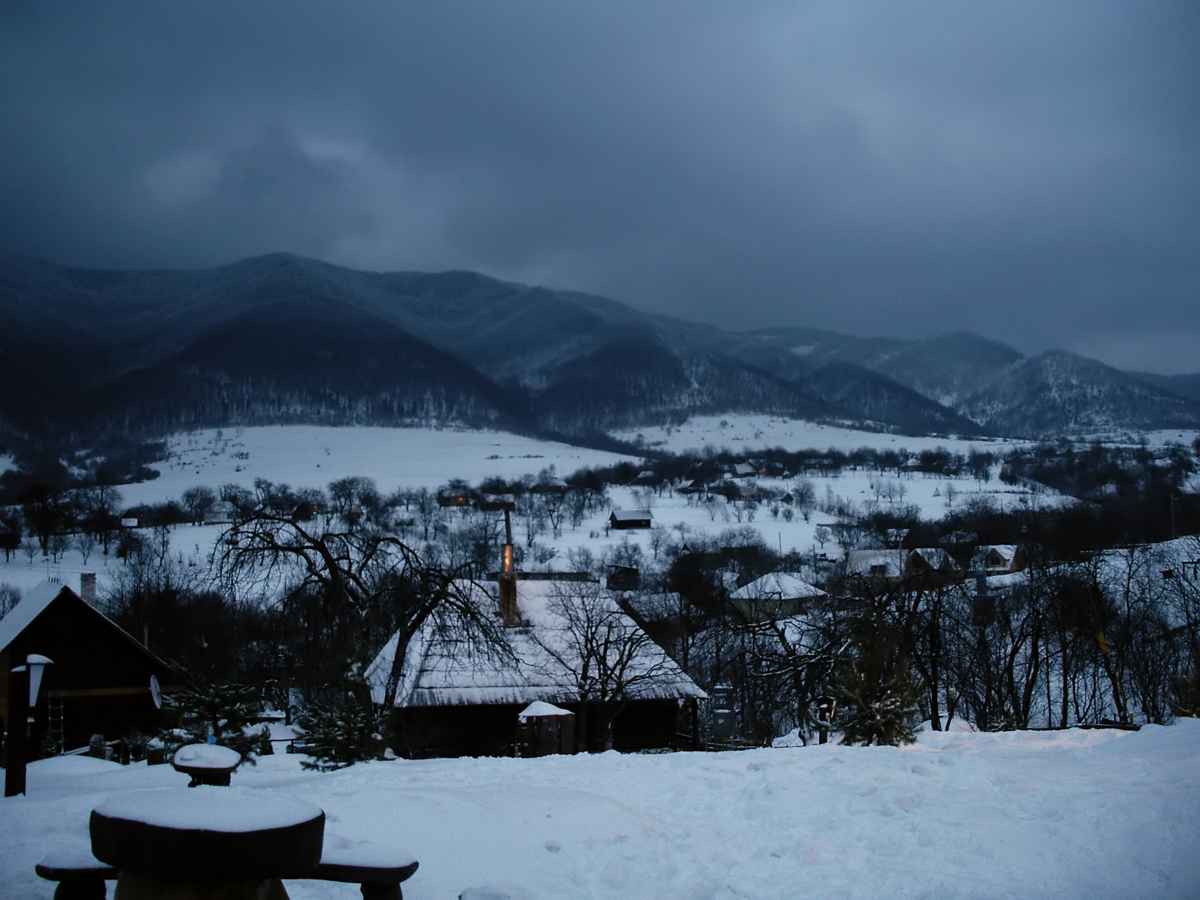
Viharos látképe

## Nevének eredete
Neve szláv, személynév eredetű.

## Története
Viharos nevét 1602-ben említette először oklevél Viska néven. 1773-ban Viska, Wisky, 1800 körül Viszka, 1808-ban Viska, Wysska néven írták. A település nevét 1904-ben Viharosra magyarosították. Utolsó hivatalos magyar neve Viska volt, amikor 1939 és 1944 között Magyarországhoz tartozott.
1910-ben 897, túlnyomórészt ruszin lakosa volt. A trianoni békeszerződésig Ung vármegye Nagybereznai járásához tartozott.

## Népesség
| 2001 | 883 |

A népesség anyanyelv szerinti megoszlása a teljes népesség %-ában (2001)

## Nevezetességek
- Szent Mihály tiszteletére szentelt fatemploma a 18. században épült. Alaprajzi elrendezésében a csontosi templomhoz hasonló.

## Külső hivatkozások
- Vadvölgy panzió